# Stachytarpheta microphylla
Stachytarpheta microphylla là một loài thực vật có hoa trong họ Cỏ roi ngựa. Loài này được Walp. miêu tả khoa học đầu tiên năm 1845.